# Вулиця Шкільна (Запоріжжя)
Вулиця Шкільна  — вулиця в Олександрівському районі міста Запоріжжя (у колишній місцевості селище Слобідка). Починається від Соборного проспекту і закінчується вулицею Перша ливарня. Протяжність — 2 км.
До вулиці прилучаються: проспект Соборний, вулиця Яценка, вулиця Поштова, вулиця Авангардна, вулиця Перша ливарна. Перетинається з вулицею Українська,  Запорізькою та Фортечною.

## Історія
Забудова вулиці почалася у 1870-х років. Первинну назву Бурсацька вулиця отримала рішенням міської управи 11 червня 1905 року. Назва походить від школи, яка знаходилася на цій вулиці. Так звана «Школа на валах» була зведена у 1903 році, як трирічне парафіяльне чоловіче училище, на валах Олександрівської фортеці (нині на цьому місці — кафе-бар «Будда» (буд. № 21).
6 листопада 1922 року вулиця перейменована на Шкільну.
Наприкінці 1960-х років вулицею розпочалося спорудження багатоповерхових будинків, а стара забудова була знесена. У 1970-х роках була спланована, розширена та прокладена знову ділянка від вулиці Запорізької до Фортечної. Стара вулиця раніше проходила на 30-40 м північніше, а на місці сучасної проїжджої частини вулиці були хати селища Слобідка.
У 1973 році була побудована середня загальноосвітня школа № 1, яка згодом отримала назву імені Тараса Шевченка.
9 грудня 1982 року перейменована на вулицю Героїв Сталінграду, на честь 40-річчя Сталінградської битви.
19 лютого 2016 року рішенням Запорізької міської ради вулиці відновлена історична назва —  Шкільна.
У лютому 2024 року був представлений проєкт ТРЦ «OST park», докладно демонструючі зовнішній вигляд торговельно-розважального центру після його завершення, який передбачено звести попередньо наприкінці 2024 року біля Малого ринку між вулицею Шкільною та Поштовою.

## Об'єкти
- буд. № 1 — Фаховий коледж бізнесу та харчових технологій ЗНУ
- буд. № 2 — Управління ЗКПМЕ «Запоріжелектротранс»
- буд. № 3 — ДНЗ «Запорізьке вище професійне училище моди і стилю»
- буд. № 4-Г — АЗС «Okko»
- буд. № 10 — Відділення «Нова пошта» № 29
- буд. № 11 — Запорізька ЗОШ № 1 імені Тараса Шевченка
- буд. № 19 — АЗС «Укрнафта»
- буд. № 21 — колишня будівля школи № 2 (1903 року побудови)
- буд. № 26 — Відділення банку «Ощадбанк»
- буд. № 27 — Центральна синагога «Гіймат Роза»
- буд. № 36 — Запорізька гімназія № 2 імені Лесі Українки
- буд. № 38 — Відділення «Ін Тайм» № 11
- буд. № 42 — Відділення поштового зв'язку «Укрпошти» № 2